# Filialkirche Klein-Wien

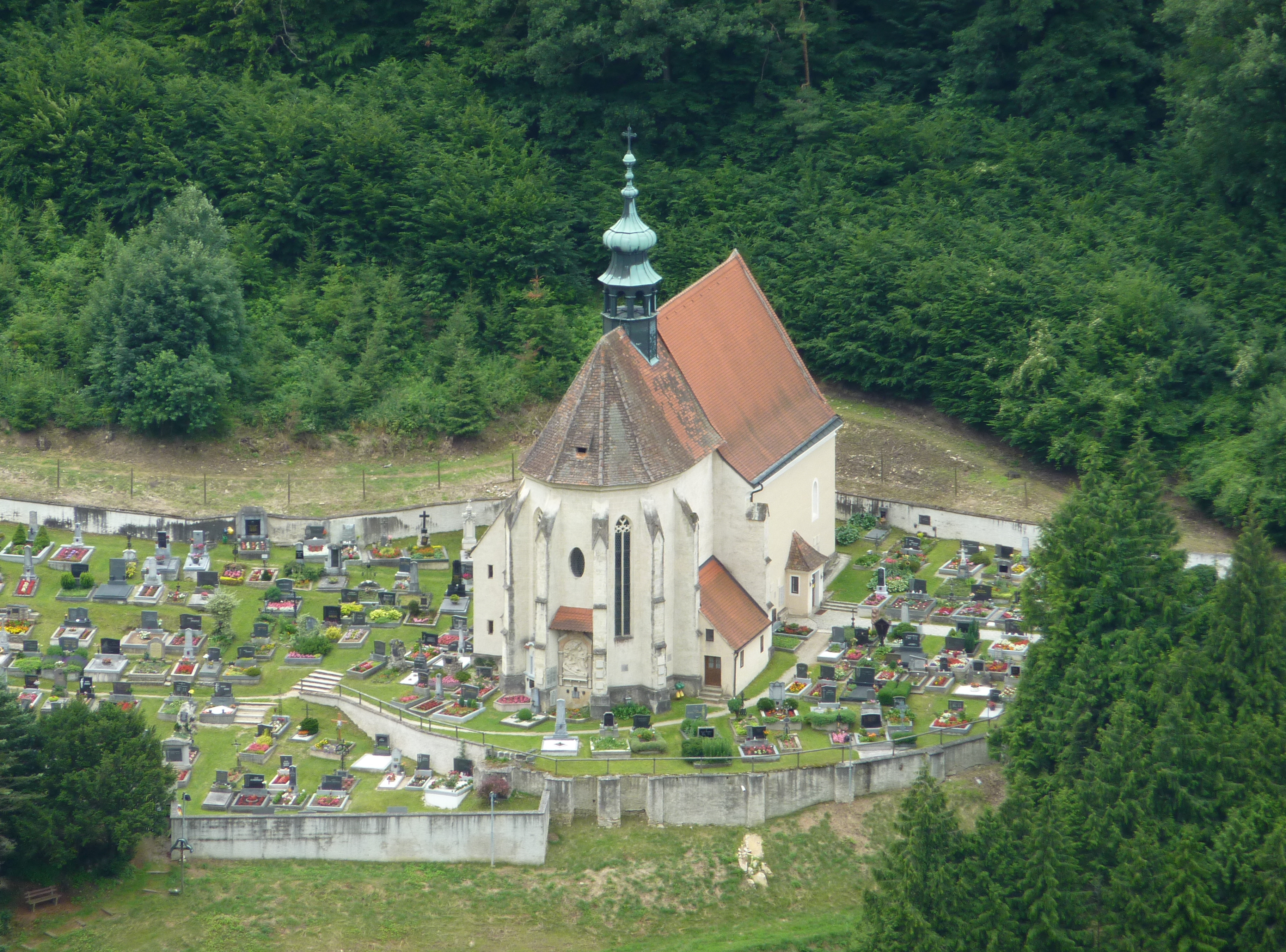
Katholische Filialkirche in Klein-Wien, Blick vom Stift Göttweig aus

Die römisch-katholische Filialkirche Klein-Wien (St. Blasien oder St.-Blasius-Kirche) steht südöstlich von Klein-Wien etwas oberhalb des Ortes am Hang des Waxenberges in der Marktgemeinde Furth bei Göttweig in Niederösterreich. Die Filialkirche trägt das Patrozinium des Hl. Blasius von Sebaste und gehört zur Pfarre Paudorf-Göttweig im Dekanat Göttweig in der Diözese St. Pölten. Die Kirche und der Friedhof stehen unter Denkmalschutz.

## Geschichte
Die Kirche, urkundlich 1130 genannt, liegt am sogenannten Zeller Weg, ein Pilgerweg von Böhmen nach Mariazell, urkundlich 1360 genannt. Über einem romanischen Vorgängerbau steht ein schlanker Kirchenbau aus der Mitte des 15. Jahrhunderts. Die Empore wurde im 17. Jahrhundert eingebaut. Der barocke Dachreiter entstand wohl um 1717 und wurde 1733 neu eingedeckt. 1988/1989 wurde die Kirche außen, 1990 innen restauriert.

## Architektur
Das ungegliederte Langhaus hat ein Satteldach, der Dachstuhl mit der Jahresangabe 1733 wurde 1988 neu mit Ziegeln gedeckt. Die südwestliche Giebelwand ist zum Hang des Waxenberges gerichtet und hat querrechteckige Schlitze und ein zweibahniges Spitzbogenfenster mit Maßwerk. Der Chor hat einen Fünfachtelschluss und eine etwas höhere Trauf- und Firstlinie, südöstlich davon im Chorwinkel ist eine zweigeschoßige Sakristei unter einem Pultdach angebaut, mit einer Wendeltreppe im Anschluss vor dem Langhaus. Der Chor zeigt schlanke Strebepfeiler mit vier dazwischen liegenden schmalen zweibahnigen Maßwerkfenstern und flächendeckender Quadermalerei. Der oktogonale Dachreiter über dem First des Chores hat ein mit Säulen und Rundbögen geöffnetes Schallgeschoß und einen zierlichen Glockenhelm. Das epitaphartige Kriegerdenkmal am Chor zeigt ein Relief Sterbender Krieger vor Christus, geschaffen vom Bildhauer F. Meixner (1926).
Der Saalraum des Langhauses zeigt sich mit einer gekehlten Flachdecke und einem geschweiften Putzschnittspiegel aus 1733. Die Empore ist mit Rundbogen auf drei kräftigen oktogonalen Pfeilern zum Langhaus geöffnet. Der gotische Triumphbogen ist weit und hoch, darüber ist ein Wappen und die Jahresangabe 1733. Der breit proportionierte überhöhte zweijochige Chor hat ein spätgotisches Netzrippengewölbe um die Mitte des 15. Jahrhunderts. Das Schulterportal zur tonnengewölbten Sakristei wurde 1951 erweitert. Nordseitig hat der Chor mittelalterliche Wandmalereien und Sgraffiti.

## Ausstattung
Der Hochaltar ist ein hoher schmaler strenger Retabelaufbau aus der ersten Hälfte des 17. Jahrhunderts mit Opfergangsportalen mit den Statuen Johannes Nepomuk und Josef mit Kind und seitlichen Stehvoluten mit Puttenkopfdekor. Das Hochaltarbild Kruzifix mit Maria und Johannes, Maria Magdalena, Benedikt und Blasius entstand um 1600 und wurde 1990 restauriert. Der Aufsatz mit Schleierbrettern um 1700 zeigt die Statue Maria mit Kind stark ponderiert aus dem Ende des 15. Jahrhunderts, mit einer barocken Fassung und weiter gefasst im 19. Jahrhundert. Auf dem abschließenden Sprenggiebel steht die spätgotische Figur Christus Salvator.
Die Seitenaltäre, schlichte neobarocke Bildrahmenretabel mit seitlichen Säulen und Antependien mit gemalten Blumenranken, schuf Jakob Fritsch (vermutlich 1706). Der linke Altar zeigt ein Bild Maria mit Kind, der rechte Altar zeigt das Bild hl. Benedikt, beide von Johann Samuel Hötzendorfer (1733). Das linke Oberbild hl. Gregor und das rechte Oberbild hl. Berthold sind aus dem 17. Jahrhundert. Die Kanzel aus 1733 hat einen polygonalen Korb auf einem eingeschwungenen Fuß.
Das Kruzifix ist wohl aus dem 17. Jahrhundert. Es gibt ein Bild hl. Blasius von Johann Baptist Byss (1733) und ein Bild Maria Immaculata aus dem 19. Jahrhundert. Die Kreuzwegbilder sind aus dem 19. Jahrhundert. Das Chorgestühl, teilweise intarsiert, aus dem ersten Viertel des 17. Jahrhunderts, stand bis 1766 in der Stiftskirche Göttweig.
Die Orgel hat ein Brüstungspositiv von Franz Bökh (1736). Es gibt eine Glocke aus 1863 und zwei Glocken aus 1929.